# Gare de l'aéroport de Sendai
La gare de l'aéroport de Sendai (仙台空港駅, Sendai kūkō-eki) est une gare ferroviaire terminus située dans la ville de Natori, dans la préfecture de Miyagi au Japon. Elle dessert l'aéroport de Sendai. La gare est exploitée par la compagnie Sendai Airport Transit.

## Situation ferroviaire
La gare marque la fin de la ligne de l'Aéroport de Sendai.

## Historique
La gare est inaugurée le 18 mars 2007.

## Service des voyageurs

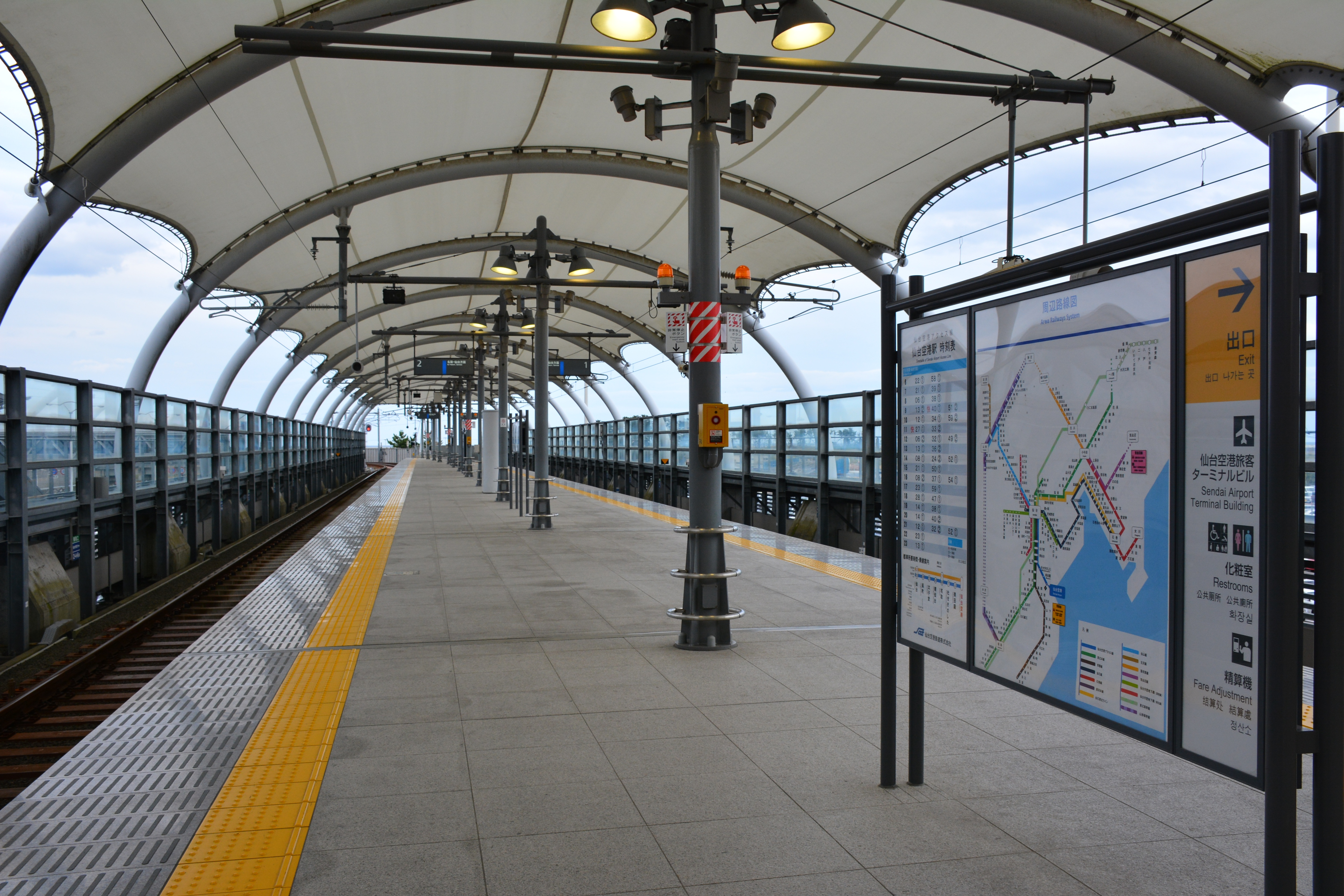
Vue du quai.

### Accueil
La gare dispose d'un bâtiment voyageurs, avec guichets, ouvert tous les jours.

### Desserte
- Ligne de l'Aéroport de Sendai :
  - voies 1 et 2 : direction Natori et Sendai